# Чичагов, Павел Васильевич
Па́вел Васи́льевич Чича́гов (27 июня [8 июля] 1767, Санкт-Петербург, Российская империя — 20 августа [1 сентября] 1849 Париж, Франция) — русский адмирал, сын Василия Яковлевича Чичагова, морской министр Российской империи с 1802 по 1809 год (официально по 1811 год).
Известный англофил. В 1812 году сменил Кутузова в качестве командующего Дунайской армией, руководил преследованием Наполеона по территории нынешней Белоруссии. После переправы французов через Березину обвинён в неспособности преградить неприятелю путь к отступлению. Остаток жизни провёл на чужбине, фактически в эмиграции.
Именем отца адмирала названы острова́ Чичагова — группа из двух островов в архипелаге Земля Франца-Иосифа.

## Биография

### Детство и начало карьеры
Происходил из рода Чичаговых, родился в семье Василия Яковлевича Чичагова, в то время морского офицера в Санкт-Петербурге, в Коломне — районе, который прилегал к морскому порту. Его отец, принадлежавший дворянству Костромской губернии, получил флотское образование в Москве в Школе навигацких наук. Мать была дочерью немецкого военного инженера родом из Саксонии, поступившего на российскую службу. Вскоре после рождения Павла его семья переехала в Кронштадт, где служил его отец, вернувшись в Санкт-Петербург лишь весной 1776 года. В этом же году Чичагов был отдан на обучение в Немецкую школу св. Петра, которая в то время имела репутацию одного из лучших учебных заведений России.
В 1779 году начал службу сержантом в Преображенском лейб-гвардии полку. 1 января 1782 года переведён поручиком в 1-й морской батальон. Когда его отец, тогда уже вице-адмирал, возглавил эскадру, отправляющуюся в Средиземное море, упросил взять его с собой в качестве адъютанта; с этой эскадрой ходил до Ливорно, затем вернулся в Кронштадт. 6 сентября 1783 года произведён в лейтенанты флота. С 14 апреля 1787 года, будучи уже в офицерском звании, служил на борту корабля «Иезекииль» под началом контр-адмирала Козлянинова и совершил поход к острову Борнхольм; в том же году вновь перешёл под начало своего отца, а год спустя ему было присвоено звание капитана 2-го ранга. Участвовал в Русско-шведской войне 1788—1790 годов: командовал кораблём «Ростислав», на котором крейсировал в Балтийском море, принял участие в сражении со шведами при Эланде. В 1790 году, командуя тем же кораблём, участвовал в Ревельском и Выборгском морских сражениях; за первое был 18 мая 1790 года награждён орденом Святого Георгия IV класса, а за второе получил 27 июня 1790 года золотую шпагу с надписью «За храбрость». После победы над шведами при Выборгской губе получил звание капитана 1-го ранга.
После окончания войны в 1790 году решил продолжить получение военно-морского образования, в том числе по причине желания своей будущей деятельностью устранить все те недостатки российского флота, что были им отмечены за восемь лет службы. Разрешение на отъезд получил через своего отца у императрицы Екатерины II и в мае 1792 года отправился учиться в Англию вместе с братом Петром, в сопровождении математика С. Е. Гурьева и имея рекомендательное письмо к графу С. Р. Воронцову, бывшему тогда послом Российской империи в Лондоне. В Англии Чичагов пробыл около года: учился в морской школе, усиленно изучал английский язык и вместе с братом на борту учебного судна отправился в Америку. Однако, этот корабль не дошёл до Нового Света, вернувшись, по ряду причин, обратно в Англию. Возвратившись на родину, Чичагов некоторое время изучал кораблестроение. С 8 июля 1793 года командир трофейного шведского корабля «София-Магдалина», на котором, в составе эскадры своего отца, плавал в Англию, для крейсирования в Северном море. С июля 1795 года командовал кораблём «Ретвизан» в эскадре вице-адмирала П. И. Ханыкова, в составе которой крейсировал у английских берегов. 13 ноября 1796 года получил звание бригадира флота. Во время своей службы на «Ретвизане» Чичагов познакомился в городе Чатам с начальником местного порта Чарльзом Проби и его семьёй, полюбил его дочь Элизабет, после помолвки с ней отбыл в Россию.

### Служба в 1796—1811
Служебное положение Чичагова изменилось после смерти Екатерины II и вступления на престол Павла I: многие из приближённых нового императора, в том числе будущий адмирал и министр народного просвещения Александр Шишков, граф Григорий Кушелев, бывший когда-то мичманом у отца Чичагова, а ныне поставленный во главе флота, Николай Мордвинов и многие другие, невзлюбили Чичагова за резкий характер и стремление к реформам на флоте. В 1797 году случился серьёзный конфликт, когда после масштабных манёвров флота под Красной Горкой Чичагов, командовавший кораблём «Ретвизан», делал кампанию под штандартом Государя Императора. Вверенный ему корабль оказался одним из лучших, и император Павел I приказал наградить командира его орденом Святой Анны 3-й степени и званием полковника. Однако конверт, в котором был отправлен приказ о производстве в новое звание, был адресован Чичагову как подполковнику. Чичагов в ответ на это отправил графу Кушелеву письмо, в котором спросил, должен ли он считать себя полковником или нет? И получил на это ответ: «Конечно нет, ибо Вы должны видеть, что на конверте Вы означены подполковником». Оскорбившись, Чичагов подал в отставку и 22 сентября 1797 года был уволен с военно-морской службы без пенсии «по молодости лет». После этого он решил поселиться в деревне, чтобы заняться хозяйством и попытаться улучшить положение своих крестьян. Однако, в это же время в Англии скончался капитан Проби, а Чичагов получил письмо от своей невесты, что она ждёт его. 

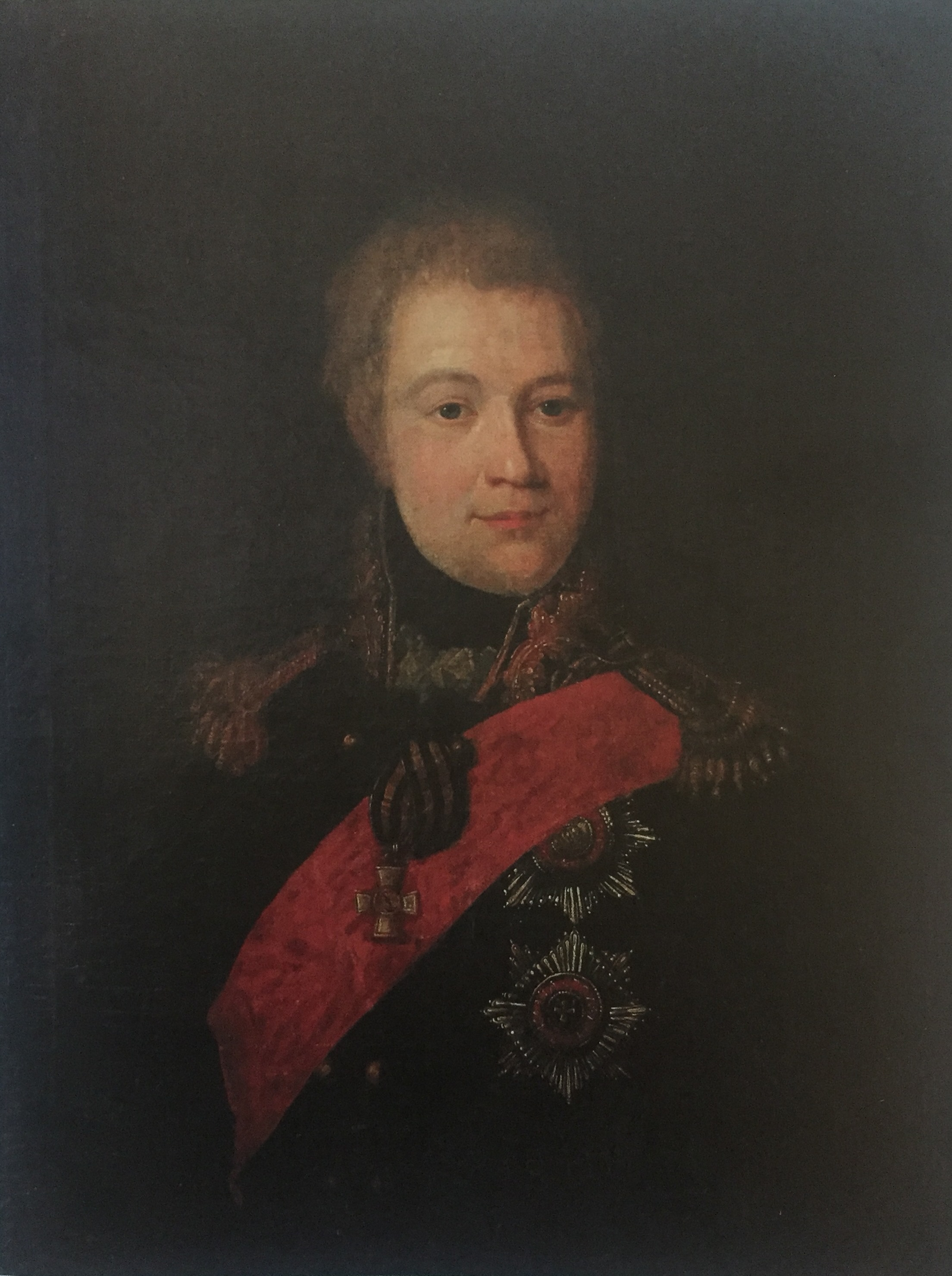
Портрет работы неизвестного художника, 1808—1809 гг.
Центральный военно-морской музей

В этих обстоятельствах Чичагов обратился к Павлу I с просьбой разрешить ему выехать за границу, чтобы жениться на своей английской невесте. Павел I через князя Безбородко ответил отказом — «в России настолько достаточно девиц, что нет надобности ехать искать их в Англию». 9 мая 1799 года Павел I приказал восстановить Чичагова на военно-морской службе, с присвоением звания контр-адмирала и отправкой в качестве командира эскадры к берегам Англии для участия в боевых действиях против Голландии. Узнав об этом, его противник граф Кушелев начал убеждать императора, что Чичагов воспользуется этим назначением как предлогом, чтобы всё-таки жениться на англичанке, а одновременно и перейти в английскую службу. 21 июня 1799 года, попавший под влияние наветов графа, Павел I потребовал от Чичагова явиться к нему в кабинет с докладом и, не будучи удовлетворён ответами адмирала, приказал заключить его в Петропавловскую крепость по обвинению в государственной измене. Чичагов возразил на это, что он, как георгиевский кавалер, не может быть заключён в крепость. В ответ император приказал дежурному флигель-адъютанту Ф. П. Уварову сорвать с него орден Святого Георгия, что тот и сделал. После этого оскорбления Чичагов в гневе сам сбросил с себя мундир и был препровождён в форт в одном жилете. В тот же день он был уволен со службы без пенсии, мундира и прошения, а Санкт-петербургскому военному губернатору графу фон дер Палену Павел I отправил написанный собственной рукой приказ следующего содержания: «Якобинские правила и противные власти отзывы посылаемого Чичагова к Вам, принудили меня приказать запереть его в равелин под Вашим смотрением». Навестив Чичагова в тюрьме, император нашёл помещение его слишком чистым и светлым и приказал перевести в каземат.
Пален, однако, в скором времени отправил императору ходатайство о прощении для Чичагова, к тому времени тяжело заболевшего в равелине, доложив, что тот раскаивается в своём поступке. Император принял это прошение и в июле 1799 года приказал освободить Чичагова, сказав при встрече: «Позабудем, что произошло, и останемся друзьями». Император при этом также разрешил ему жениться и 2 июля того же года вновь принял его на службу во флот в звании контр-адмирала, восстановив и в должности командира экспедиции к берегам Англии. Чичагов с вверенной ему эскадрой и десантными войсками в скором времени вышел из Кронштадта и направился к острову Тексель, а в 1800 году возвратился в Санкт-Петербург, став начальником защиты Кронштадта. За участие в Голландской экспедиции английский король Георг III наградил его драгоценной шпагой, украшенной бриллиантами.
После убийства Павла I и вступления на российский престол Александра I, Чичагов сразу оказался в числе приближённых императора: уже 12 марта 1801 года он был назначен в его свиту, 12 мая получил звание генерал-адъютанта, 15 сентября награждён орденом Святой Анны 1-й степени с алмазами, 24 августа 1802 года занял должность члена Комитета по образованию флота и был назначен докладчиком Александру I по делам этого Комитета. В октябре того же года он был назначен управляющим делами вновь учреждённой Военной по флоту канцелярии, 16 ноября получил звание вице-адмирала, 31 ноября назначен товарищем министра, а уже 31 декабря министром морских сил. По причине этих быстрых успехов, открытого высказывания симпатий к английским порядкам и отстаивания идеи освобождения крестьян, он в скором времени вновь, как и при Павле I, нажил себе при дворе множество врагов — однако, со стороны императора пользовался большим доверием. Известно, что между ними велась переписка. 20 ноября 1803 года награждён орденом Святого Александра Невского. С 1 января 1805 года сенатор и член Непременного совета. С 13 ноября 1811 года — Государственного совета.
На посту министра морских дел Чичагов вёл энергичную деятельность: строил эллинги, следил за развитием техники и вводил различные усовершенствования в морской практике, неоднократно направлял в Государственный совет записки и мнения по морским вопросам. 17 июля 1807 года ему было пожаловано звание адмирала. Будучи членом Государственного совета и Кабинета министров, Чичагов постоянно спорил со многими своими коллегами, и эти столкновения привели в конце концов к взятию им в 1809 году отпуска, на время которого он отбыл за границу и фактически отошёл от службы, 28 ноября 1811 года он по собственному прошению был уволен с поста министра морских сил. С этого же дня, по возвращении из-за границы, был назначен «состоять при особе Государя Императора» постоянно дежурным генерал-адъютантом, то есть ежедневно в 11 часов утра должен был являться во дворец и высказывать собственное мнение по различным текущим вопросам.

### Участие в войне с Наполеоном
7 апреля 1812 года Александр I назначил Чичагова командующим Дунайской армией, Черноморским флотом и генерал-губернатором Молдавии и Валахии, приказав осуществить разработанный лично им план военных действий, составленный императором под влиянием недовольства медлительностью Михаила Кутузова. Отправляя Чичагова на юг, Александр I напутствовал бывшего морского министра словами: «Я Вам не даю советов, зная, что Вы — злейший враг произвола». Однако Кутузов ещё до прибытия Чичагова заключил мир с Османской империей, поэтому ему оказалось нечего делать на берегах Дуная, а план императора остался неосуществлённым.
20 июля 1812 года Дунайская армия под командованием Чичагова выступила на Волынь на соединение с 3-й Западной армией Тормасова. В сентябре обе армии объединилась и Чичагов стал главнокомандующим нового соединения.
Беда, коль пироги начнет печи сапожник,

А сапоги тачать пирожник:

И дело не пойдет на лад,

Да и примечено стократ,

Что кто за ремесло чужое браться любит,

Тот завсегда других упрямей и вздорней;

Он лучше дело всё погубит

И рад скорей

Посмешищем стать света,

Чем у честных и знающих людей

Спросить иль выслушать разумного совета.
Зубастой Щуке в мысль пришло

За кошачье приняться ремесло.

Не знаю: завистью её лукавый мучил

Иль, может быть, ей рыбный стол наскучил?

Но только вздумала Кота она просить,

Чтоб взял её с собой он на охоту

Мышей в анбаре половить.

«Да полно, знаешь ли ты эту, свет, работу? —

Стал Щуке Васька говорить. —

Смотри, кума, чтобы не осрамиться:

Недаром говорится,

Что дело мастера боится». —

«И, полно, куманёк! Вот невидаль: мышей!

Мы лавливали и ершей». — 

«Так в добрый час, пойдём!» Пошли, засели.

Натешился, наелся Кот,

И кумушку проведать он идёт;

А Щука, чуть жива, лежит, разинув рот,-

И крысы хвост у ней отъели.

Тут видя, что куме совсем не в силу труд,

Кум замертво стащил её обратно в пруд.

И дельно! Это, Щука,

Тебе наука:

Вперёд умнее быть

И за мышами не ходить.
Во время Отечественной войны 1812 года Чичагов получил печальную известность, по причине чего Пётр Бартенев в предисловии к XIX-му тому «Архива князя Воронцова» оставил о нём следующее мнение: «Чичагов принадлежит к скорбному списку русских людей, совершивших для Отечества несравненно менее того, на что они были способны и к чему были призваны»: речь идёт о его вине в исходе сражения при Березине, когда французы из-за медлительности преследовавших их русских войск сумели переправить основные силы через эту реку. Но уже в XIX веке историками высказывались предположения, что его вина в случившемся намного меньше, чем это было принято предполагать.
К моменту прибытия Чичагова в Борисов, положение дел на этом участке фронта было крайне тяжёлым: генерал Карл Ламберт, который должен был командовать авангардом, был ранен, что не позволяло ему принимать участие в сражении. Александр Ланжерон не распорядился отдать приказ об осмотре и изучении местности будущего сражения, а времени для проведения инженерных работ не оставалось, поскольку атака неприятеля могла начаться в любой момент. Земля промёрзла на значительную глубину, а в армии нашёлся лишь один офицер-инженер, способный руководить постройкой укрепления. Все эти обстоятельства делали для Чичагова фактически невозможным выполнение данных ему приказов, а именно — обустройства укреплённого лагеря под Борисовым и возведения укреплённых дефиле со стороны Бобра, которые должны были остановить французскую армию, и впоследствии блокировать пути отхода наполеоновских войск через Березину, для чего армия под командованием Чичагова должна была, действуя совместно с армией Витгенштейна, нанести удар в тыл французским войскам. Оценив ситуацию, Чичагов в итоге решил отказаться от исполнения этого плана и отправил дивизию авангарда под командованием, заменившего раненого Ламберта, Павла Палена для изучения местности. Однако, едва войска Палена выступили из Борисова, как почти сразу же столкнулись с армией маршала Удино и были вынуждены отступить, потеряв до 600 человек убитыми и ранеными и оставив в руках противника весь свой обоз.
К тому времени как Чичагов возвратился из города Игумена, куда отправлялся по приказу Кутузова, в тщетной надежде преградить путь Наполеону, — Борисов уже был занят французами. Увидев это, он тут же решился атаковать их и, по некоторым данным, обратился к своему начальнику штаба Ивану Сабанееву со следующими словами: «Иван Васильевич, я во время сражения не умею распоряжаться войсками, примите команду и атакуйте». Сабанеев повёл войска в атаку на французов, но был разбит по причине несоразмерности в силах. Этот бой французы впоследствии описывали как крупную победу, в российской же печати цифры потерь Палена увеличили до 2000 человек, и в таком виде известие об этом поражении дошло до столицы. С этого момента Чичагов стал пользоваться дурной славой. После Березины общественность возложила на Чичагова всю вину за поражение, и он сделался предметом множества разнообразных насмешек, шуток, эпиграмм и даже «героем» басни Крылова, выставлявшей Чичагова в весьма неприглядном свете. Некоторые открыто обвиняли бывшего адмирала в измене, что не соответствовало действительности. При этом даже Кутузов отмечал, что выполнить первоначальный план не позволили ошибки не только Чичагова, но и Витгенштейна, не желавшего объединяться с ним, а также отсутствие взаимодействия между отдельными войсковыми подразделениями.

### Эмиграция и последние годы
3 февраля 1813 года Чичагов «по болезни» отстранён от командования. 25 февраля 1814 года получил бессрочный заграничный отпуск с сохранением содержания, после чего более не возвращался в Россию. Последние годы своей жизни он провёл в Италии и во Франции, где жил преимущественно в Париже или в окрестностях французской столицы, в местечке Со (О-де-Сен), где близко сошёлся с другим высокопоставленным в прошлом изгнанником, графом Ростопчиным.

Адмирал Чичагов после Березинской передряги невзлюбил Россию, о которой, впрочем, говорят, отзывался он и прежде свысока и довольно строго. Петр Иванович Полетика, встретившись с ним в Париже и прослушав его нарекания всему, что у нас делается, наконец сказал ему с своею квакерскою (а при случае и язвительною) откровенностью: «Признайтесь, однако же, что есть в России одна вещь, которая так же хороша, как и в других государствах». — «А что, например?» — спросил Чичагов. «Да хоть бы деньги, которые вы в виде пенсии получаете из России».— П. А. Вяземский
В 1834 году отказался подчиниться указу Николая I о пятилетнем пребывании за границей и вернуться, за что 17 мая выведен из состава Государственного совета, а 17 октября уволен со службы. Его имущество в России было секвестрировано. Принял английское подданство. В том же году Чичагов полностью ослеп. Последние годы жизни жил у своей младшей дочери, графини Екатерины дю Бузе (du Bouzet), жены французского моряка. Похоронен на кладбище в Со.
С 1816 года Чичагов стал писать свои воспоминания — «Записки» — то на итальянском, то на французском и английском языках, начав их с года рождения своего отца (1726) и доведя до 1834 года, когда ослеп. В них он сообщил много ценных исторических фактов из эпох царствования Екатерины II, Павла I и Александра I, давая характеристики многим государственным деятелям и приводя множество подробностей, основанных на неизвестных дотоле документах и письмах. Перед смертью он пожелал, чтобы воспоминания были сожжены, но дочь Екатерина умолила отца не делать этого.

## Награды
- Орден Святого Георгия 4-й степени за отличие в Ревельском сражении (18 мая 1790).
- Золотая шпага с надписью «За храбрость» (27 июня 1790).
- Орден Святой Анны 3-й степени (10 июля 1797).
- Орден Святой Анны 1-й степени (29 января 1800).
- Алмазные знаки к ордену Святой Анны 1-й степени (15 сентября 1801).
- Орден Святого Александра Невского (20 ноября 1803).
- Орден Святого Владимира 1-й степени (30 августа 1808).

## Семья и характер

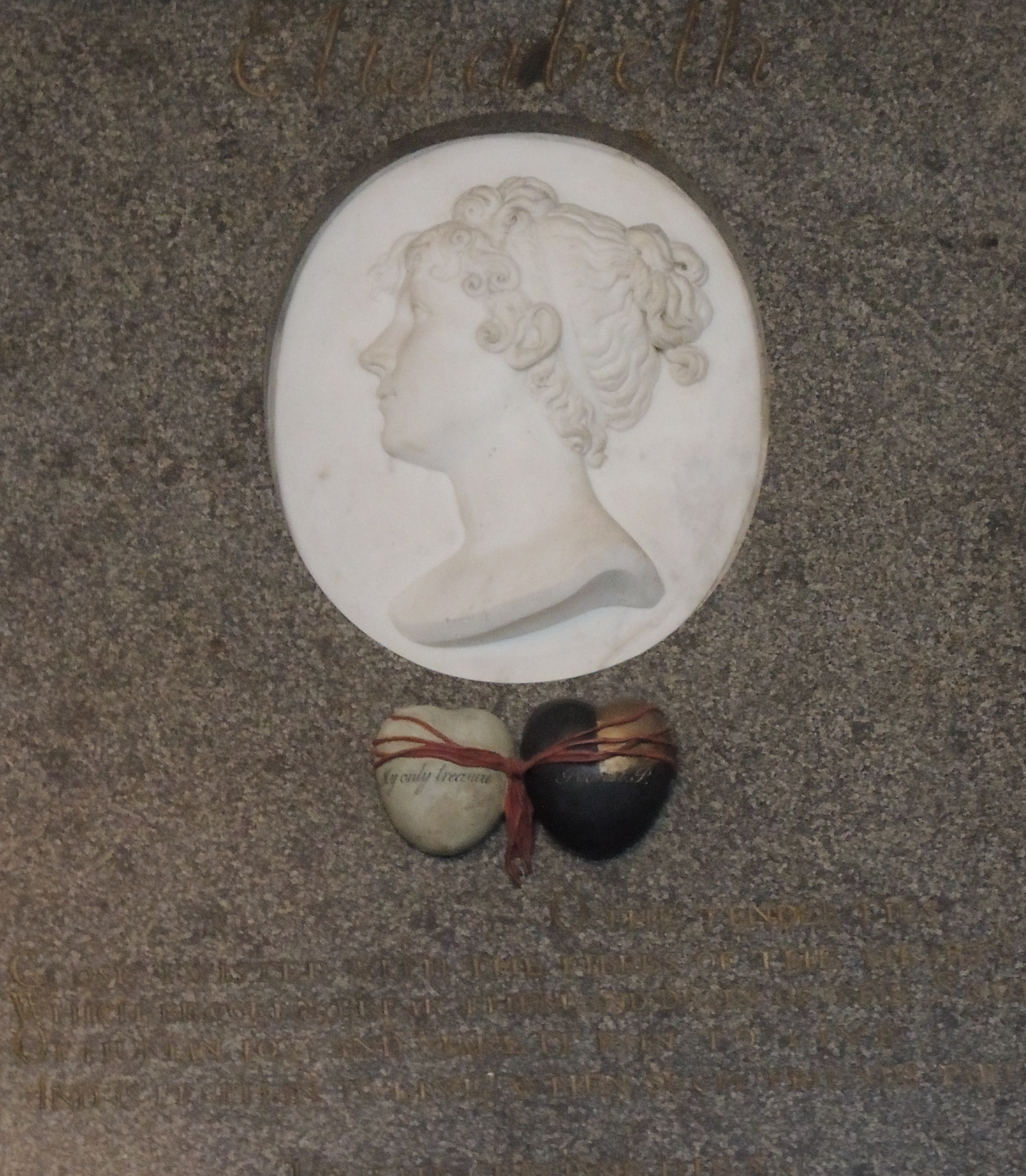
И. Мартос. Надгробие Чичаговой.

По воспоминаниям современников, Чичагов был умным и образованным человеком, честным и «прямого характера». К «придворным знатным льстецам относился с большим невниманием, а к иным — даже с пренебрежением»; с низшими и подчинёнными был приветлив.
Жена — англичанка Элизабет Проби (Елизавета Карловна; 1774—1811), дочь капитана Чарльза Проби, начальника Чатемского порта. 
Дети: 
- Эмилия (Аделаида) (1800—?; в замуж. Сан-Мартан)
- Юлия (1802—1857; в замуж. де Круи)
- Мария (1804—?)
- Екатерина (19.04.1807—1882[10])
- Василий. Одна из его внучек — Екатерина Петровна Васильева (1879—1955) была женой художника М.В.Нестерова. Правнук Василия Павловича — театральный художник А.П.Васильев, правправнук — историк моды А.А.Васильев.[11][12]

## Мемуары
«Записки» Чичагова сохранила и приводила в порядок его младшая дочь, — родственник супруга которой (Шарль дю Бузе), воспользовавшись несколькими отрывками их, сначала публиковал тенденциозно подобранные отрывки в парижских журналах, а в 1858 году издал брошюру «Memoires de l’amiral Tchitchagoff», где Чичагов был выставлен «хулителем» России. Очистить своего отца от этой клеветы Екатерине удалось только через суд.
Позднее Екатерина дю Бузе тяжело заболела и к ней приехал дальний родственник русский морской офицер Леонид Чичагов. Она передала ему весь архив отца с условием, что он издаст его в полном виде в России. Выполнив огромную подготовительную работу («Записки» написаны на трех языках, листы их были разрозненны и перепутаны, изобиловали исправлениями и вставками и т. д.) Л. Чичагов подготовил «Записки» к печати.
«Записки адмирала Чичагова, заключающие то, что он видел и что, по его мнению, знал» (неполная часть его обширных мемуаров), увидели свет в «Русском архиве» (1869—1870) и в «Русской старине»: за 1886 год — тома 50, 51 и 52, за 1887 год — том 55, и за 1888 год — тома 58, 59 и 60. Отдельно был издан первый выпуск «Архива адмирала П. В. Чичагова» (Санкт-Петербург, 1885). Несколько писем к Чичагову от императора Александра I было напечатано в «Русской старине» (1902, № 2).

## Адреса
- Санкт-Петербург: Литейная часть, I квартал, в собств. доме по набережной, № 15[14].